# Marcus Melvin
Marcus Antoine Melvin (Fayetteville, 27 aprile 1982) è un ex cestista statunitense.

## Carriera
Dopo quattro positive stagioni al college di North Carolina State l'approdo al basket professionistico porta Marcus Melvin a giocare in Portogallo, Libano e Filippine nel breve spazio di un anno.
Nel 2005 passa alla Nuova Sebastiani Basket Rieti dove mette in mostra buone doti tecniche ed un discreto tiro dalla lunga distanza che ne fanno una delle migliori ali della Legadue. Riconfermato ha un ruolo importante nella squadra sabina per la vittoria in campionato e nelle Final four della stagione 2006-07.
Nell'estate del 2007 firma un 1+1 con la Pallacanestro Varese. Risulta però essere uno dei giocatori più deludenti del campionato, facendosi notare più per le sue intemperanze fuori dal campo di gioco che per le sue qualità cestistiche. Al termine della stagione la società, con la squadra peraltro retrocessa in LegaDue, non conferma l'ala di Fayetteville che viene ingaggiato dai turchi dell'Antalya Büyükşehir.
Nel dicembre del 2008 lascia la squadra turca e torna in Libano nel Sagesse.

## Palmarès
- Legadue: 2007
- Coppa Italia di Legadue: 1
 Nuova A.M.G. Sebastiani Basket Rieti: 2007
- WABA Cup: 2005
- Mid-South Conference player of the year: 2000
- All-Star Game portoghese: 2005